# Tiétar (község)
Tiétar egy község Spanyolországban, Cáceres tartományban.  Lakosainak száma 854 fő (2024).

## Népesség
A település népessége az elmúlt években az alábbi módon változott:
| Lakosok száma | 942  | 940  | 931  | 922  | 921  | 879  | 878  | 869  | 844  | 854  |
|               | 2014 | 2015 | 2016 | 2017 | 2018 | 2020 | 2021 | 2022 | 2023 | 2024 |